# Parydra stagnicola
Parydra stagnicola is een vliegensoort uit de familie van de oevervliegen (Ephydridae). De wetenschappelijke naam van de soort is voor het eerst geldig gepubliceerd in 1830 door Robineau-Desvoidy.